# Jaime I de Bourbon
Jaime I de Bourbon (1321 - Lyon, 6 de abril de 1362) foi filho de Luís I, duque de Bourbon e Maria de Avesnes. Ele foi conde de Ponthieu de 1351 a 1360 e conde de La Marche de 1356 até a sua morte.
Casou-se em 1335 com Joana de Chântillon, filha de Hugh de Chatillon , senhor de Leuze, com o qual teve quatro filhos:
- Isabel (1340–1371), casada em Lyon em 1362 com Luís II, Viscode de Beaumont-au-Maine,  e em 1364 com Bouchard VII, Conde de Vendôme
- Pedro II de Bourbon, conde de La Marche (1342–1362)
- João I de Bourbon, conde de La Marche (1344–1393)[1][2][3]
- Jaime II de Bourbon (1346–1417), barão de Argies, casado em 1385 com Marguarida, senhora de Preaux.

Em 1349, foi feito capitão-geral de Languedoque, e em 1354, contestável da França. Cauteloso com as intrigas políticas, Jaime I renunciou o contestado em maio de 1356, tendo participado da Batalha de Poitiers no mesmo ano. Foi feito prisioneiro pelos ingleses, sendo liberto após o Tratando de Brétigny. O mesmo tratado rendeu Ponthieu aos ingleses. Sucedeu seu irmão mais velho Pedro no condado de La Marche após a morte deste em Poitiers.
Pouco após a trégua promovida pelo Tratado de Brétigny, João I de França incumbiu Jaime I a criar um exército para combater as companhias de mercenários que assolavam a região. Foi assim que, durante a Batalha de Brignais, foi morto em combate juntamente com seu filho mais velho.